# Lois Siccardi

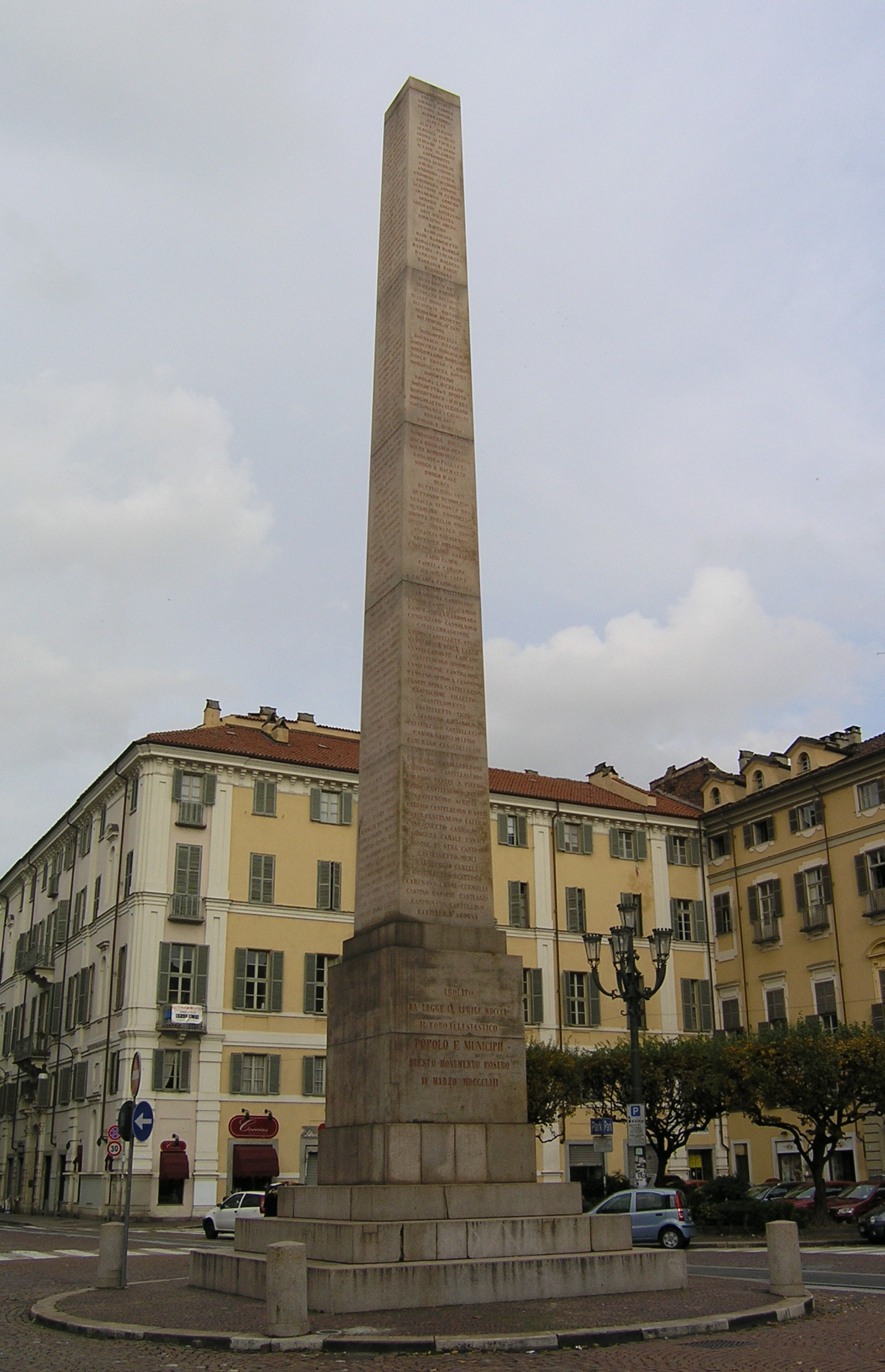
Obélisque commémorant les lois Siccardi, à Turin, Italie.

Les lois Siccardi sont un texte législatif approuvé en 1850 à Turin par le royaume de Sardaigne.
Grâce à l'appui de Victor-Emmanuel II, le gouvernement Massimo d'Azeglio mit en place un programme de réformes destiné à libérer le pays du poids féodal encore présent dans les institutions judiciaires du royaume de Sardaigne et pour concrétiser les innovations de 1848. Le garde des sceaux Giuseppe Siccardi propose les lois Siccardi (1850), acceptées par la majorité de la chambre malgré la résistance des conservateurs les plus proches de l'Église catholique romaine. Résistance due surtout à l'abolition des trois grands privilèges dont le clergé bénéficie dans le royaume. Ces privilèges sont le tribunal ecclésiastique qui soustrait à la justice laïque les hommes d’église, le droit d’asile, l'impunité juridique de ceux qui demandent refuge à l’église, et la mainmorte.
La résistance à ces lois se poursuivit bien après leur promulgation, l'archevêque de Turin, Luigi Fransoni, fut jugé et condamné à un mois de prison pour avoir invité le clergé à désobéir à ces dispositions.
Les lois Siccardi signent le début du long désaccord entre le royaume sarde et la papauté, désaccord qui se consolide en 1852 avec le projet d'instituer le mariage civil et par la suite avec la Crise Calabiana.